# جونيا إيتو (لاعب كرة قدم مواليد 1998)
جونيا إيتو (باليابانية: 伊藤 純也) (12 أبريل 1998 في طوكيو في اليابان – )؛ هو لاعب كرة قدم ياباني يلعب كلاعب وسط.

## وصلات خارجية
- جونيا إيتو على موقع رابطة كرة القدم اليابانية للمحترفين (اليابانية)
- جونيا إيتو على موقع Soccerway.com (الإنجليزية)